# Municipio de Bruce (Minnesota)
El municipio de Bruce (en inglés: Bruce Township) es un municipio ubicado en el condado de Todd en el estado estadounidense de Minnesota. En el año 2010 tenía una población de 585 habitantes y una densidad poblacional de 6,26 personas por km².En el año 2020 tenía una población de 479.

## Geografía
El municipio de Bruce se encuentra ubicado en las coordenadas 45°59′16″N 94°43′14″O / 45.98778, -94.72056. Según la Oficina del Censo de los Estados Unidos, el municipio tiene una superficie total de 93.4 km², de la cual 91,32 km² corresponden a tierra firme y (2,22 %) 2,07 km² es agua.

## Demografía
Según el censo de 2010, había 585 personas residiendo en el municipio de Bruce. La densidad de población era de 6,26 hab./km². De los 585 habitantes, el municipio de Bruce estaba compuesto por el 99,49 % blancos, el 0,17 % eran asiáticos y el 0,34 % eran de una mezcla de razas. Del total de la población el 0,68 % eran hispanos o latinos de cualquier raza.